# Торки (Сондрио)
Торки је насеље у Италији у округу Сондрио, региону Ломбардија.
Према процени из 2011. у насељу је живело 22 становника. Насеље се налази на надморској висини од 271 м.